# 4291 Kodaihasu
4291 Kodaihasu (1989 VH) là một tiểu hành tinh vành đai chính được phát hiện ngày 2 tháng 11 năm 1989 bởi Masaru Arai và Hiroshi Mori ở Yorii.